# Théâtre des Variétés din Iași
Théâtre des Variétés (Teatrul de varietăți) este o clădire istorică din Iași, astăzi dispărută, în care a funcționat prima sală de spectacole din Iași. Proprietatea agăi Lascărache Costache, clădirea a fost amenajată de arhitectul austriac Johann Freywald pentru a găzdui reprezentații teatrale, primul spectacol având loc pe 4 decembrie 1832. Clădirea a fost demolată în 1869.

## Istoric
Prima clădire din Iași care a găzduit spectacole de teatru a fost „Théâtre des Variétés“ (Teatrul de varietăți), amenajată în casele agăi Lascărache Costache, zis Talpan, situată pe colțul ulițelor Dancului (actuala stradă Mănăstirea Dancu) și Goliei (actuala Cuza-Vodă), pe locul în care astăzi este stația de tramvai. Lucrările de transformare au fost realizate de arhitectul austriac Johann Freywald, cel care a realizat și alte construcții în Iași, la comanda fraților Baptiste și Joseph Foureaux, actori francezi ce conduceau o trupă teatrală stabilită în capitala Moldovei. Sala teatrului era „eliptică, cu trei rânduri de loje și cu o galerie, toate cu gust împodobite. Decorațiile s-au zugrăvit de d-l Livaditi, carele pe cortină (perdeaua întâia) au înfățișat muzele, fieșcare în a lor îndeletnicire”.
Inaugurarea a avut loc la 4 decembrie 1832, prezentându-se vodevilul Înturnarea lui Grenade în sânul familiei.
Pe această scenă s-au jucat tragedii, opere și comedii în limbile română, franceză și germană, s-au prezentat pantomime, scene de ventrilocie, spectacole de gimnastică susținute de trupe locale sau trupe în turneu din toată Europa. Clădirea a devenit repede neîncăpătoare astfel încât a fost amenajată o sală mai mare (Teatrul din Copou) în casele Teodor Balș.
Spectacolele au continuat în această sală până în 1869 când Teatrul de Varietăți a fost demolat. Pe terenul ocupat de această clădire, ca și pe terenurile pe care existaseră vechea primărie și Mănăstirea Dancu, a fost construită ulterior noua clădire a Teatrului Național din Iași.

## Legături externe
- Anna Borca, „Hanul din vremea Unirii”, Jurnalul Național, 24 ianuarie 2007.